# 于镜清
于镜清（1918年—1996年），男，山东昌邑人，中华人民共和国政治人物，曾任辽宁省人民政府外事办公室主任，辽宁省政协副主席。